# ديفيد ديغن
ديفيد ديغن (مواليد 15 فبراير 1983) هو لاعب كرة قدم. يلعب مع منتخب سويسرا لكرة القدم. سبق له أن لعب في كأس العالم لكرة القدم مع منتخب بلاده.

## مسيرته الكروية
لعب ديفيد ديغن خلال مسيرته الاحترافية مع 4 أندية في أربعة عشر موسمًا وسجل خلالها 37 هدفًا ضمن 290 مباراة. حيث فاز في موسم واحد بالكأس وفي خمسة مواسم بالدوري.
خاض ديفيد ديغن مسيرته مع نادي آراو في موسم 2000–01 واستمر معه طيلة ثلاثة مواسم، مشاركًا في 30 مباراة سجل خلالها 3 أهداف. ثم انتقل إلى نادي بازل في موسم 2003–04 في المرة الأولى لمدة موسم واحد ثم في موسم 2007–08 واستمر معه طيلة ثلاثة مواسم ثم في موسم 2012–13 ولمدة موسمين، حيث شارك طوالها في 136 مباراة سجل خلالها 15 هدفًا. لينتقل بعدها إلى نادي بوروسيا مونشنغلادباخ في موسم 2006–07 لمدة موسم واحد، مشاركًا في 18 مباراة سجل خلالها هدفين. ثم انتقل إلى نادي يانغ بويز في موسم 2008–09 ليلعب معه أربعة مواسم، مشاركًا في 106 مباراة سجل خلالها 17 هدفًا.

## روابط خارجية
- ديفيد ديغن على موقع قاعدة بيانات كرة القدم.إي يو (الإنجليزية)
- ديفيد ديغن على موقع ناشيونال فوتبول تيمز (الإنجليزية)
- ديفيد ديغن على موقع AS.com (الإسبانية)